# Halgerda punctata
Espèce
Halgerda punctata est une espèce de nudibranche du genre Halgerda et de la famille des Discodorididae.

## Répartition géographique
Cette espèce se rencontre dans l'océan Indien où elle a été initialement décrite du Golfe de Mannar (Sri Lanka). Elle se rencontre au Sri Lanka, en Birmanie et en Thailande. 
Elle a été répertoriée sur les côtes africaines, de manière erronée par confusion avec Halgerda formosa,.
Son identification en Nouvelle-Calédonie est douteuse.

## Description
Halgerda punctata peut mesurer jusqu'à 30 mm.

### Diagnose
Halgerda punctata est moyennement grande et glabre avec le manteau relevé en tubercules plus ou moins reliées par des crêtes. D'un gris blanchâtre pâle, plutôt translucide, elle arbore des papilles jaunes sur le manteau et des taches violettes à noires sur le pied et quelques-unes également sur le manteau.

### Description détaillée

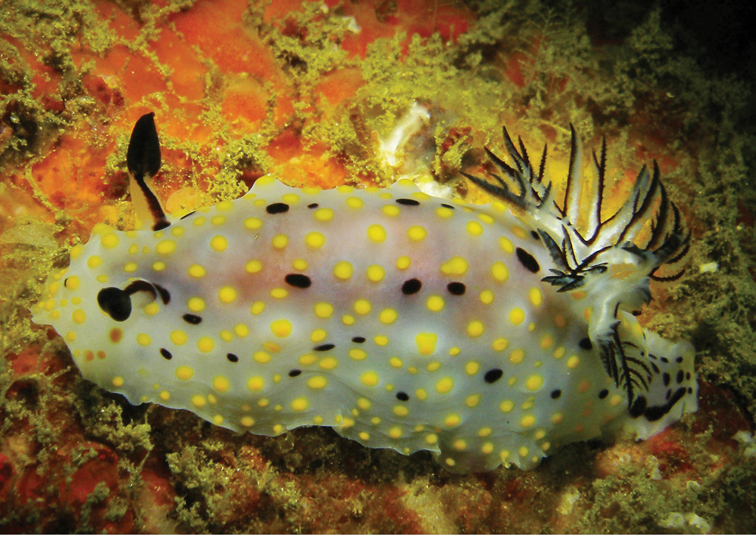
Halgerda punctata

La couleur de fond de l'animal est blanche des deux côtés du manteau et du pied à gris blanc semi-translucide avec de nombreux tubercules coiffés de jaune ou d'orange pâle et quelques taches noires rondes. Le manteau est parsemé de quelques taches sombres, mesurant de 0,5 mm à 1,5 mm de diamètre, semblant avoir une consistance plus dure que le reste du corps et s'étendant légèrement en profondeur. Ces points, disposés plus ou moins symétriquement, peuvent varier en nombre de quelques unités à une vingtaine. L'apex de certains tubercules présente une teinte rosée. Le dessous du corps est marqué de taches noires similaires à celles trouvées sur le notaeum mais sont plus nombreuses. Le manteau, moyennement dur à ferme, est glabre et porte de nombreux gros tubercules émoussés disposés en lignes, plus ou moins diagonales reliées par des crêtes qui forment un réseau triangulaire irrégulier. Le pseudo-péritoine est de couleur brun noirâtre. L'hyponotum est étroit avec quelques petites taches. Le dessus du métapodium arbore des taches noires sur le dessus et une tache orange à son extrémité qui s'estompe en une ligne le long de son milieu. Le pied est moyennement large avec de plus grandes taches sur les côtés mais la semelle est nue. Il présente deux lèvres à l'avant et la lèvre antérieure est bifide. La tête est réduite, et la bouche est visible avec de très petits tentacules, arrondis et apparemment tuberculeux.
L'ouverture branchiale est circulaire et ses bords sont minces et relevés en un collier présentant une marge lisse et uniforme. Elle présente toujours une grande tache noire ronde ou ovale placée en avant sur le manteau. Les branchies, blanches et noires, sont au nombre de 4, et tri-pennées. La paire antérieure est plus grande, et la paire postérieure plus courte et profondément divisée en deux branches principales. Les rachidiennes, blanches à l'extérieur et marquées de lignes noires, à marron à l'intérieur, sont assez épaisses. Les lamelles sont noires. L'anus, blanc avec une marge crénelée noire, est plutôt long et tubulaire,. 
Les rhinophores sont robustes avec une base blanche épaisse. Ils sont longs et effilés avec une longue tige translucide présentant un pigment noir sur sa surface postérieure s'étendant jusqu'à la partie lamellaire qui est noire, avec un club noir à l'extrémité. Les 4 à 6 premières lamelles sont jaunes sur la face antérieure et les 20 à 24 lamelles restantes sont totalement noires. Des taches noires sont toujours présentes sur la partie postérieure de la base de la gaine rhinophorale. Elles sont alignées avec la ligne noire sur la tige et une autre tache noire latérale ou antérieure peut être présente. Au moins un tubercule jaune est présent sur le bord des ouvertures rhinophorales. Les ouvertures rhinophorales sont ovales et placées longitudinalement avec des bords réguliers quelque peu surélevés.
Le sac radulaire est inhabituellement long et incurvé vers le côté gauche. La radula se compose de 50 rangées de dents crochues. Les dents latérales de chaque côté sont au nombre d'environ 50, la dent médiane étant absente. Les 20 dents les plus internes sont petites et fines mais ni frangées ni denticulées. Il n'y a pas d'armature buccale mais le tube buccal a une doublure chitineuse rigide dans laquelle sont incorporés plusieurs spicules spongieux en forme de grappin.
Le pénis et le vagin sont aussi éloignés que possible et non armés. L'estomac et l'intestin sont tous deux remplis de spicules effilés en forme de bâtonnets rugueux à l'apex et légèrement pliés à la base.

## Publication originale
- Farran, G. P. 1905 [1902]. Report on the opistobranchiate Mollusca collected by Professor Herdman, at Ceylon, in 1902. Report to the Government of Ceylon on the pearl oyster fisheries of the Gulf Of Manaar. Supplementary Report No. 21: 329-364. (Pls. 1-6). (Halgerda punctata p. 339 -lire en ligne)

### Remarque
La publication de George Philip Farran date de 1905 mais certaines bases de données, et certains auteurs considèrent que la date de 1902 doit être retenue comme celle de la description originale. D'autres auteurs considèrent cependant que la date de description originale est 1905,

## Espèce similaire
Halgerda punctata est assez similaire à Halgerda formosa,, mais Hagerda formosa présente des arêtes dorsales plus nombreuses et apparemment plus étroites. De plus, Hagerda formosa a deux dents externes denticulées de chaque côté de la radula et est marquée de taches poupres et de lignes jaunes alors que les taches sur Halgerda punctata sont violettes.